# Nikołaj Szramko
Nikołaj Aleksandrowicz Szramko, ros. Николай Александрович Шрамко (ur. 25 października?/6 listopada 1897 w stanicy Kisliakowskaja w Rosji, zm. 26 marca 1974 w Krasnodarze w ZSRR) – rosyjski wojskowy (starszyna), dowódca plutonu 1 sotni 1 kozackiego pułku kawalerii w składzie Rosyjskiego Korpusu Ochronnego, a następnie oficer Kozackiego Stanu podczas II wojny światowej.
W 1917 r. ukończył korpus kadetów we Władykaukazie. Rozpoczął naukę w nikołajewskiej szkole kawaleryjskiej. Pod koniec 1917 r. wstąpił do wojsk białych. Uczestniczył w tzw. I kubańskim marszu lodowym. Służył w Armii Ochotniczej, Siłach Zbrojnych Południa Rosji, a następnie Armii Rosyjskiej w gwardyjskim dywizjonie kawalerii Kozaków kubańskich. W połowie listopada 1920 r. wraz z resztkami wojsk białych ewakuował się z Krymu na wyspę Lemnos. Na emigracji zamieszkał w Królestwie SHS. Wchodził formalnie w skład dywizjonu lejbgwardii kubańskich i terskich sotni. Po zajęciu Jugosławii przez wojska niemieckie w kwietniu 1941 r., wstąpił do nowo formowanego Rosyjskiego Korpusu Ochronnego. Po pewnym czasie został w stopniu wojskowego starszyny dowódcą plutonu 1 sotni 1 kozackiego pułku kawalerii. W 1944 r. przeszedł do Kozackiego Stanu. Po zakończeniu wojny został pod koniec maja 1945 r. w Lienzu wraz z pozostałymi oficerami kozackimi wydany Sowietom. Do 1957 r. był osadzony w łagrach.